# Abdullah II. bin al-Hussein

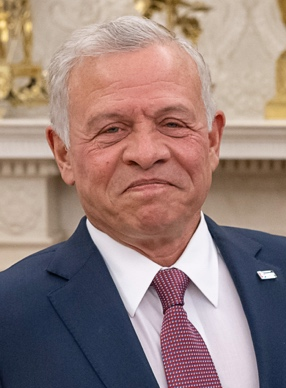
König Abdullah II. (2025)

Abdullah II. bin al-Hussein (arabisch عبدالله الثاني بن الحسين, DMG ʿAbd Allāh aṯ-ṯānī b. al-Ḥusayn; * 30. Januar 1962 in Amman) ist seit dem 7. Februar 1999 der König von Jordanien. Er ist Mitglied der Dynastie der Haschemiten, der seit 1921 herrschenden Königsfamilie von Jordanien.

## Leben
Der älteste Sohn des Königs Hussein und dessen zweiter Gemahlin,  Prinzessin Muna, absolvierte eine Ausbildung an der Kadettenschule der Militärakademie Sandhurst und diente als Offizier der 13th/18th Hussars in der Britischen Armee. Er studierte internationale Politik am Pembroke College der University of Oxford und an der Georgetown University in Washington, D.C. Nach Abschluss des Studiums kehrte er als Berufsoffizier nach Jordanien zurück. Dort setzte er seine militärische Karriere bei den Streitkräften Jordaniens fort, in der er 1993 zum stellvertretenden Kommandanten der nationalen Elitetruppen, 1994 zum Brigadegeneral und schließlich 1998 zum Generalmajor befördert wurde.
1993 heiratete er die Palästinenserin Rania al-Yasin, die während der Wirren des Zweiten Golfkrieges aus Kuwait geflohen war.
Das Paar hat vier Kinder:
- Kronprinz Hussein, * 28. Juni 1994
- Prinzessin Iman, * 27. September 1996
- Prinzessin Salma, * 26. September 2000
- Prinz Haschem, * 30. Januar 2005

Am 25. Januar 1999 wurde er durch ein von seinem Vater lange geplantes, für die breite Öffentlichkeit allerdings überraschendes Dekret zum Thronfolger ernannt. Vor ihm war sein Onkel Hassan Ibn Talal 34 Jahre lang in dieser Position. Nach dem Tode seines Vaters wurde Abdullah am 7. Februar 1999 König von Jordanien.
Abdullah, der neben Marokkos König Mohammed VI. einer der zwei in der arabischen Welt amtierenden Staatschefs ist, die für sich in Anspruch nehmen, direkt vom Propheten Mohammed abzustammen, genießt in der islamischen Welt hohes Ansehen als Vermittler bei verschiedenen Konflikten. Gleichzeitig zeigt er sich auch dem Westen gegenüber sehr aufgeschlossen. Menschenrechtler kritisieren jedoch fortwährend die mangelnde Presse- und Redefreiheit, die in Jordanien auch unter Abdullahs Herrschaft fortbesteht.
Als bekennender Star-Trek-Fan übernahm er im Jahr 1996 eine Statistenrolle als Lieutenant Junior Grade in der Science-Fiction-Serie Star Trek: Raumschiff Voyager (Folge 2x20 Der Verräter).
Anfang April 2021 wurde Abdullahs Halbbruder, Prinz Hamzah bin Hussein, mit dem Vorwurf, einen Putsch geplant zu haben, unter Hausarrest gestellt. Wenige Tage später zeigten sich beide der Öffentlichkeit am Grab ihres Vaters.
Laut den Pandora Papers erwarb Abdullah II. über Firmen in Steueroasen 14 Immobilien in Großbritannien und den USA. Ein Anwalt erklärte nach Bekanntwerden, die meisten der Briefkastenfirmen existierten nicht mehr, und nicht alle Immobilien gehörten dem König.

## Auszeichnungen (unvollständig)
- 2002: Sonderstufe des Großkreuzes, höchste Stufe des Bundesverdienstkreuzes
- 2016: Internationaler Preis des Westfälischen Friedens[6]
- 2018: Templeton-Preis

## Schriften
- Die letzte Chance. Mein Kampf für Frieden im Nahen Osten, Deutsche Verlagsanstalt, München 2011, ISBN 978-3-421-04460-0.